# Debabrata Roy
Debabrata Roy (Calcutta, 4 novembre 1986) è un calciatore indiano, difensore svincolato.

## Palmarès

### Club

#### Competizioni nazionali
- I-League: 1

Dempo: 2011-2012